# Annette Haven
Pour les articles homonymes, voir Haven.
Annette Haven (née le 1er décembre 1954) est une actrice pornographique américaine.

## Biographie
Annette Haven fait partie des legends of porn" (1973-2003). Elle est issue d'une famille de mormons conservateurs, et déclarera que c'est en partie la raison de son entrée dans le porno. Elle se marie à 17 ans et divorce deux ans plus tard.
Puis elle emménage à San Francisco où elle danse dans des shows érotiques et rencontre l'actrice X Bonnie Holiday. Annette débute en 1973 avec le réalisateur Alex de Renzy dans Lady Freaks.
En 1977, elle reçoit une récompense AFAA pour le film A Coming of Angels. Annette a joué avec de nombreux acteurs, tels que John C. Holmes ou John Leslie, mais elle refusait les scènes violentes, faciales ou le bondage.
Dans le film Body Double (1984), elle remplace Melanie Griffith pour les scènes érotiques. Brian De Palma dira d'elle qu'elle a un « corps phénoménal ».
Après sa carrière dans la pornographie, elle devint danseuse exotique au Mitchell Brothers O'Farrell Theatre de San Francisco.

### Récompenses
- 1977 : AFAA Award - Best Supporting Actress "A Coming of Angels" (1977)
- AVN Hall of Fame
- XRCO Hall of Fame

## Filmographie sélective
- Annette Haven Collection (2004)
- Swedish Erotica Hard 26 - Interracial Double Penetration (1985)
- High School Memories (1980)
- Ladies Night (1980)  de Harry Lewis
- Limited Edition 11 (1980)
- Love You (1980)
- Lust Vegas Joyride (1980)
- That's Porno (1980)
- Cave Women (1979)
- Deep Rub (1979)
- Dracula Sucks (1979)
- For the Love of Pleasure (1979)
- Sheer Panties (1979)
- Maraschino Cherry (1978) de Radley Metzger
- Black Silk Stockings (1978) de Chris Warfield
- Soft Places (1978)
- Take Off (1978)
- SexWorld (1978)
- 'V': The Hot One (1978)
- Baby Blue (1978)
- A Coming of Angels (1977)
- Barbara Broadcast (1977)
- Fantastic Orgy (1977)
- Reflections (1977/I)
- The Ultimate Pleasure (1977)
- Desires Within Young Girls (1977)
- Overnight Sensation (1977)
- Obsessed (1977)
- Visions of Clair (1977)
- Spirit of Seventy Sex (1976) de Stu Segall
- Tapestry of Passion (1976)
- Naked Afternoon (1976)
- Easy Alice (1976)
- The Autobiography of a Flea (1976)
- Teenage Sex Therapy (1976)
- Dungeon of Lust (1976) de Roger Harts
- Thunderbuns (1976)
- Carnal Haven (1975) de Carlos Tobalina
- China Girl (1975)
- Deep Tango (1974)
- Lady Freaks (1973)